# Zagrammosoma flavolineatum
Zagrammosoma flavolineatum är en stekelart som beskrevs av Crawford 1913. Zagrammosoma flavolineatum ingår i släktet Zagrammosoma och familjen finglanssteklar. Inga underarter finns listade i Catalogue of Life.